# Jack Mimoun et les Secrets de Val Verde
Pour plus de détails, voir Fiche technique et Distribution.
Jack Mimoun et les Secrets de Val Verde est un film français réalisé par Malik Bentalha et Ludovic Colbeau-Justin et sorti en 2022.
Présenté en avant-première à l'espace Carat dans le cadre du festival du film francophone d'Angoulême, il sort quelques mois plus tard en salles.
Jack Mimoun est devenu une célébrité. Deux ans plus tôt, cet aventurier a survécu dans l'environnement hostile de l'île de Val Verde. À son retour, il a raconté cette expérience dans un livre, devenu un best-seller. Aujourd'hui, Jack a également son émission de télévision, qui est elle-aussi un véritable succès. Il est alors contacté par Aurélie Diaz. Cette dernière veut se lancer dans la quête d'une légendaire épée ayant appartenu à un pirate surnommé « La Buse » et souhaite que Jack l'accompagne. Le reste de l'équipe est composé de Bruno Quézac, le manager de Jack, et du mercenaire Jean-Marc Bastos.

## Synopsis
Deux ans auparavant, Jack Mimoun, un Français, a été recueilli à la dérive dans un bateau de pêche avec une sacoche contenant une carte de l'île mystérieuse, Val Verde. Via son livre où il racontait son expérience de survie, il est devenu une star d'une série télé le mettant en scène dans des environnements hostiles. En réalité, la plupart des animaux qu'il affronte ou sauve sont domestiqués et Jack est devenu imbu de lui-même via sa nouvelle notoriété.
À Paris, Aurélie Diaz, une archéologue, tombe par hasard sur une brochure le mettant en scène et contacte l'ancien partenaire de son père Léopold, Jonas Anatoli. Aurélie est persuadé que Jack pourrait l'aider à retrouver son père qui a disparu en cherchant le trésor du pirate La Buse sur l'île. Jonas ne croit absolument pas à ce que raconte Mimoun dans son livre mais Aurélie s'accroche et part pour le lieu de tournage de l'émission de Jack proche de Val Verde. Prétextant s'occuper d'enfants vivants dans la misère via son ONG, Aurélie n'a aucun mal à lui demander de l'accompagner, car Jack est plus occupé à la draguer qu'autre chose. Le lendemain, elle, Jack et son manager Bruno Quézac se rendent chez Jean-Marc Bastos, un ancien militaire devenu mercenaire qui les conduit en hélicoptère jusqu'à Val Verde. À la vue de l'île, Jack panique en comprenant qu'Aurélie lui a menti mais Bastos l'assomme. À son réveil, Jack et Bruno exigent de quitter le lieu immédiatement, mais Aurélie tente de le convaincre, persuadé que Jack est un véritable aventurier et qu'ensemble, ils trouveront le trésor. Bastos se rallie à eux lorsque Bruno lui propose de le payer le triple que ce qu'Aurélie lui a promis, mais un singe vole les clés de l'hélicoptère et après une course-poursuite avec des tigres, l'équipe est bien obligée de coopérer s'ils veulent s'en sortir vivants. De son côté, Jonas se rend également sur l'île.
Les aventuriers avancent bon gré mal gré et Aurélie tente de ranimer les souvenirs de Jack pour qu'il se souvienne de l'endroit où il a trouvé la sacoche qui appartenait à son père. Dans la forêt, ils finissent par trouver la carcasse de l'avion de Léopold où Jack, qui n'a aucune envie de rester, cache des documents à Aurélie. Le lendemain, le groupe parcourt l'île et, exténué, finit par arriver vers une cascade qui s'avère cacher des sables mouvants. Ils sont sauvés in-extrémis par Jonas qui prend la direction du groupe, ce qui agace fortement Jack. Arrivé jusqu'à un pont suspendu, Jack se "désigne" comme volontaire mais menace de tomber dans le vide. En panique, il avoue n'avoir jamais mis les pieds sur l'île. En réalité, Jack faisait partie d'un groupe de touristes et s'était écarté en ayant trouvé par hasard la sacoche échouée sur une plage. Sans s'en rendre compte, le bateau était parti sans lui et Jack avait tenté de les rattraper dans un bateau de pêcheur avant de se retrouver en pleine mer. Jonas n'a pas le temps de le sauver et Jack s'écrase en contrebas. Les autres décident de continuer sans lui.
Les aventuriers arrivent jusqu'à une cascade cachant un passage secret mais se retrouvent bloqués à l'intérieur après un éboulement. En s'enfonçant, ils découvrent la cachette de La Buse et son épée, c'est à ce moment que Jonas choisit de les trahir. Lorsqu'il était étudiant en collaboration avec Léopold, déjà connu comme explorateur, Jonas avait trouvé l'emplacement du trésor mais Léopold l'avait doublé en partant seul pour en récolter toute la gloire. De son côté, Jack a survécu et découvre le squelette de Léopold ainsi que son chapeau. En regardant les documents de l'avion, Jack comprend qu'il existe une autre entrée et parvient à rejoindre les autres au moment où Jonas s'apprête à les exécuter. Jonas finit assommé mais le trésor reste introuvable. Jack comprend qu'il existe 4 interrupteurs secrets où La Buse et ses amis rentraient leurs épées pour ouvrir la porte du trésor.
Chacun prend une part du butin mais Aurélie refuse qu'ils deviennent des pilleurs de tombe et se contentent de l'épée d'or. Jack trouve une sortie mais un duel à l'épée s'engage entre lui et Jonas qui est parvenu à se libérer. Ses amis font exploser la porte à coup de boulet de canon et Jonas finit paralysé par des spores de champignons toxiques. Les quatre amis quittent l'île alors que l'endroit s'écroule et que Jonas finit écrasé par le boulet précédemment tiré.
Sur le bateau, Bruno ouvre une boite contenant un papyrus. Lorsque Jack le regarde, il comprend qu'il s'agit d'une nouvelle carte au trésor et décide de mettre le cap sur cette nouvelle aventure.

## Fiche technique
Sauf indication contraire, les informations mentionnées dans cette section peuvent être confirmées par la base de données cinématographiques IMDb,  présente dans la section « Liens externes ».
- Titre : Jack Mimoun et les Secrets de Val Verde
- Réalisation : Malik Bentalha et Ludovic Colbeau-Justin
- Scénario : Malik Bentalha, Florent Bernard et Tristan Schulmann
- Musique : Mathieu Lamboley
- Décors : Maamar Ech-Cheikh
- Costumes : Emmanuelle Youchnovski
- Photographie : Thomas Lerebour
- Montage : Delphine Rondeau, Vincent Tabaillon (en)
- Production : Éric et Nicolas Altmayer
  - Coproducteurs : Niels Court-Payen, Caroline Dhainaut et Ardavan Safaee
  - Productrice associée : Marie de Cenival
- Sociétés de production : Mandarin Films et Pathé Films
- Société de distribution : Pathé Distribution (France)
- Budget : 14,47 millions d'euros[1]
- Pays de production :  France
- Langue originale : français
- Format : couleur
- Genre : comédie d'aventures
- Durée : 102 minutes
- Dates de sortie[2] :
  - France : 27 août 2022 (avant-première à l'espace Carat - festival d'Angoulême) ; 12 octobre 2022 (en salles)

## Distribution
Sauf indication contraire, les informations mentionnées dans cette section peuvent être confirmées par la base de données cinématographiques Allociné,  présente dans la section « Liens externes ».
- Malik Bentalha : Jack Mimoun
- Joséphine Japy : Aurélie Diaz
- Benoît Magimel : Jonas Anatoli
- François Damiens : Jean-Marc Bastos
- Jérôme Commandeur : Bruno Quézac
- Eddy Leduc : le père du petit garçon fan
- Niels Dubost : Léopold Diaz
- JR : caméo scène d’intro

## Production
En janvier 2019, il est annoncé que Malik Bentalha va écrire et réaliser son premier long métrage comme réalisateur, sous le nom de Jack Mimoun.

### Scénario
Pour écrire le scénario, Malik Bentalha avoue s'être inspiré du cinéma des années 1980. Il déclare notamment : « Quand on regarde il y a toujours des petites références. Même dans le titre. Val Verde est une ville fictive qui a été inventée par un scénariste qui s'appelle Steven E. de Souza. Il a écrit Commando […]. Quand ils avaient besoin de nommer un pays ou une île imaginaire, ils disaient Val Verde. » L'influence majeure des scénaristes est la série de films Indiana Jones, des serials des années 1930 ainsi que des émissions télévisées de survie comme Survivor, Koh-Lanta ou Seul face à la nature.

### Tournage
Le tournage devait commencer à l'été 2020, mais il est retardé en raison de la pandémie de covid-19. Le tournage a finalement lieu un an plus tard et se déroule notamment en Thaïlande et à Paris. Les prises de vues s'achèvent en juillet 2021,.

## Accueil

### Accueil critique
En France, le site Allociné donne une moyenne de 3,3⁄5, après avoir recensé 18 critiques presses.
La critique française est globalement plutôt favorable, mais elle n'est pas unanime. Caroline Vié, pour 20 Minutes, estime le film très réussi et annonce dès le titre de son article « Malik Bentalha se réinvente entre Harrison Ford et de Funes ». La critique parle d'une « chasse au trésor dynamique ne ménage ni les péripéties, ni les gags et encore moins les références à la culture populaire pour emporter le spectateur à un rythme soutenu » et rajoute son souhait de voir un jour une suite.
Le Journal du dimanche parle d'une « déclaration d’amour au genre qui ne dérape jamais dans la parodie ou le cynisme, pour une chasse au trésor spectaculaire et hilarante, aux références assumées (Indiana Jones, Benjamin Gates, Les Goonies) ».
Michael Guennam, pour Les Fiches du cinéma, résume son article ainsi : « Ne tombant jamais dans le pastiche, ce film d’aventures nostalgique d’un certain cinéma se révèle attachant malgré ses carences de rythme. ». Dans la même tenure, Les Inrockuptibles parlent d'un film qui « parvient à tirer de son canevas cartoonesque quelque peu convenu quelque chose d’assez vivant et habité, grâce à des interprètes capables de s’approprier. ».
Le critique du site Première s'est également laissé convaincre par le film, disant que le « présent long-métrage, bien produit de bout en bout par les frères Altmayer – à l’origine de  la saga des OSS avec Dujardin - assure un dépaysement total sans rutilance excessive et une dynamique générale dépourvue temps mort ». Le critique ne disant « pas non » à une éventuelle suite.
Dans les critiques les plus négatives, on peut citer celle du site Écran Large. Pour le critique Geoffrey Crété, le début du film n'est pas mauvais avec « avec une introduction plus portée sur l'imagination la plus élémentaire que la grosse blagounette » et une musique ambitieuse qui serait « la cerise sur le gâteau ». Toutefois, cette impression de départ ne convainc pas l'auteur, et rapidement il range le long-métrage dans la liste des comédies françaises paresseuses, pas drôles, mal dégrossies. Le critique se montre surpris d'un Malik Bentalha « manqu[ant] cruellement d'énergie et de folie (...) en sous-régime ». Le critique n'est pas non plus convaincus par le groupe d'aventuriers leur reprochant entre autres le manque de liens les unissant donnant une impression d'un groupe uniquement porté « par l'intrigue, cour[ant] et cri[ant] sans se regarder ». Le critique résume conclut son texte ainsi : « Il y a avait l'envie, l'ambition, la sincérité et l'énergie. Mais Jack Mimoun et les secrets de Val Verde ne trouve jamais sa boussole parmi les gags (inégaux), les personnages (bancals) et les péripéties (mal rythmées), et ne parvient finalement jamais à recréer la magie nécessaire. ».
Pour Télérama, le long-métrage possède des qualités mais l'humour déployé « n’est cependant jamais assez aventureux pour produire autre chose qu’un divertissement familial gentiment poussif. ».
Le critique Nicolas Schaller, pour L'Obs, se montre très négatif à l'égard du film : « a qui s’adresse cette comédie d’aventures sans rythme, où quatre vannes bien senties de Jérôme Commandeur semblent compenser l’indigence du scénario et la rareté des gags ? Les moins de 10 ans qui n’ont jamais vu un « Indiana Jones », peut-être. Les autres assisteront à un escape game de luxe entre potes, filmé en Scope. ».

### Box-office
Pour son premier jour d'exploitation dans les salles obscures françaises, Jack Mimoun et les secrets de Val Verde réalise 46 841 entrées (dont 23 465 en avant-première), pour 501 copies. Ce chiffre positionne le long-métrage en troisième position du box-office des nouveautés, derrière Samouraï Academy (56 587) et devant la comédie L'Innocent (32 765). Au bout d'une première semaine d'exploitation, le film totalise 257 163 entrées, le classant troisième du box-office, derrière Novembre (429 138) et devant L'Innocent (192 906). En semaine 2, le long-métrage réalise 145 455 entrées supplémentaires, pour une neuvième position au box-office, derrière Samouraï Academy (152 842) et devant Halloween Ends (122 641).
| Pays ou région | Box-office      | Date d'arrêt du box-office | Nombre de semaines |
| -------------- | --------------- | -------------------------- | ------------------ |
| France         | 659 844 entrées | 6 décembre 2022            | 8                  |
| Total mondial  | 5 049 834 $     | -                          | -                  |